# Bosque del Río García
Bosque del Río García (en inglés: Garcia River Forest) es un área boscosas de 24.000 acres (97 kilómetros cuadrados)  situado a unas 100 millas (160 km) al norte de San Francisco, en el estado estadounidense de California. Es propiedad y está gestionado por la organización conservacionista estadounidense Conservation Fund (Fondo de Conservación). El fondo genera créditos de CO2 en un registro de una parte del bosque con menor intensidad que es permitido bajo la ley de California. Estos créditos se vendieron a PG & E que los retira por cuenta de clientes inscritos en el programa de ClimateSmart.El Programa de PG & E ClimateSmart es un programa donde los clientes pagan voluntariamente más en su factura de servicios públicos para compensar un porcentaje de sus emisiones de gases de efecto invernadero.